# 1998 WK3
1998 WK3 är en asteroid i huvudbältet som upptäcktes 19 november 1998 av den japanska astronomen Takao Kobayashi vid Ōizumi-observatoriet.
Asteroiden har en diameter på ungefär 7 kilometer.